# Тёрнер, Брианна
Брианна Тёрнер (англ. Brianna Turner; род. 5 июля 1996 года в Пэрленде, Техас) — американская профессиональная баскетболистка, выступает в женской национальной баскетбольной ассоциации за команду «Индиана Фивер». Была выбрана на драфте ВНБА 2019 года в первом раунде под одиннадцатым номером клубом «Атланта Дрим». Играет на позиции тяжёлого форварда. Кроме этого выступает в женской национальной баскетбольной лиге за клуб «Аделаида Лайтнинг».

## Ранние годы
Брианна родилась 5 июля 1996 года в городе Пэрленд (штат Техас) в семье Ховарда и Келли Тёрнер, училась же она в соседнем городе Манвел в одноимённой средней школе, в которой выступала за местную баскетбольную команду. В 2014 году принимала участие в игре McDonald's All-American, в которой принимают участие лучшие выпускники школ США и Канады, и стала MVP данного матча, собрав коллекцию из 10 очков и 11 подборов. А по итогам сезона была признана баскетболисткой года среди старшеклассниц по версии Gatorade.